# Автошлях Р 08
Автошлях Р 08 — автомобільний шлях регіонального значення на території України, Немирів — Ямпіль. Проходить територією Вінницької області.
Починається у Немирові, невдовзі перетинається з міжнародним автошляхом М30 E50 і регіональним Р36. Проходить через Брацлав, Тульчин і Томашпіль. Закінчується у Ямполі на державному кордоні України з Республікою Молдова (діє поромна переправа через Дністер).
Загальна довжина — 118,6 км.